# Bonnie Jeanne Dunbar
Bonnie Jeanne Dunbar (* 3. März 1949 in Sunnyside, Washington, USA) ist eine ehemalige US-amerikanische Astronautin.

## Ausbildung
Dunbar absolvierte 1967 die Sunnyside High School in Sunnyside, Washington. An der University of Washington machte sie 1971 ihren Bachelor und vier Jahre später einen Master, beides an der University of Washington in Werkstofftechnik mit dem Schwerpunkt Keramikanwendungswesen. Dazwischen hatte sie von 1971 bis 1973 als Systemanalystin bei Boeing Computer Services gearbeitet und 1975 einen Auslandsaufenthalt in Oxford absolviert. Ab 1976 arbeitete sie bei Rockwell International in Downey.
Dunbar bewarb sich 1977 bei der NASA als Astronautin. Zwar wurde sie nicht ausgewählt, erhielt jedoch ein Angebot, ab Juli 1978 am Lyndon B. Johnson Space Center in Houston zu arbeiten. Sie war dort in der Nutzlastabteilung beschäftigt, war aber auch am Wiedereintritt von Skylab im Sommer 1979 beteiligt. Für die nächste Gruppe der NASA-Astronauten wurde Dunbar im Mai 1980 als Missionsspezialistin ausgewählt.
1983 erhielt sie ihren Doktor für mechanische und biomedizinische Technik an der University of Houston.

## Astronautentätigkeit

### STS-61-A
Am 30. Oktober 1985 startete Dunbar mit der Raumfähre Challenger (STS-61-A) die erste Spacelab-Mission in deutscher Verantwortung (D1-Mission). Unter der Leitung der damaligen Deutschen Forschungs- und Versuchsanstalt für Luft- und Raumfahrt (DFVLR) führte die Besatzung, unter ihnen die beiden deutschen Astronauten Reinhard Furrer und Ernst Messerschmid, Experimente zur Medizin, Biologie und Flüssigkeitsphysik durch.
Es war der erste und bisher einzige Flug mit einer Besatzung von acht Raumfahrern.

### STS-61-I
STS-61-I war eine Challenger-Mission, die nach der Challenger-Katastrophe abgesagt wurde. Diese Shuttle-Mission war für den 27. September 1986 vorgesehen. Als Besatzung waren Donald Williams, Michael Smith (kam bei der Challenger-Katastrophe ums Leben), James Bagian, Bonnie Dunbar, Manley Lanier Carter sowie der Nutzlastspezialist Nagapathi Bhat (Indien) und ein US-Journalist eingeplant.

### STS-32
Mit der Raumfähre Columbia flog Dunbar am 9. Januar 1990 die Mission STS-32. Zu den Hauptaufgaben des Fluges gehörte das erfolgreiche Aussetzen des Nachrichtensatelliten Syncom IV-F5 und das Bergen der Forschungsplattform LDEF mit dem Canadarm.

### STS-50
Während der Mission STS-50 war Dunbar Nutzlastkommandantin auf der Raumfähre Columbia. Die Mission startete am 25. Juni 1992. Die Primärnutzlast war das Mikrogravitationslabor USML-1, ein bemanntes Spacelab-Modul. Es wurden zahlreiche Experimente zur Erforschung des Kristallwachstums von Zeolith, der Oberflächenspannungsphysik und menschlicher Physiologie durchgeführt.

### STS-71
Am 27. Juni 1995 startete die 100. Mission (STS-71) eines bemannten Raumfahrzeugs der USA. Dunbar war auf der Raumfähre Atlantis als Missionsspezialistin tätig. Hauptaufgaben war die erste Kopplung während des dritten Fluges innerhalb des Shuttle-Mir-Programms zwischen der Raumfähre und der Raumstation Mir. Außerdem wurden im Spacelab-Modul verschiedene medizinische Experimente zur Erforschung der Auswirkung der Schwerelosigkeit auf das Gefäßsystem, Knochen und die Lunge des Menschen durchgeführt.

### STS-89
Als Nutzlastspezialistin startete Dunbar am 23. Januar 1998 (STS-89). Es war der zehnte Flug im Rahmen des Shuttle-Mir-Programms und die achte Kopplung zwischen einer amerikanischen Raumfähre und der Raumstation Mir. Mit dem Flug wurde Andrew Thomas zur Mir und David Wolf zur Erde zurückgebracht. Außerdem wurden im SpaceHab Experimente zur Schwerelosigkeit durchgeführt.

## Nach der NASA
Dunbar beendete ihre aktive Zeit bei der NASA zum September 2005 und wurde am 3. Oktober 2005 Generaldirektor des Museum of Flight in Seattle, Washington. Diese Stelle behielt sie bis Juli 2010, danach übernahm sie die Leitung der Tochtergesellschaft "Wings over Washington".
2013 wurde Dunbar zusammen mit Eileen Collins und Curtis Brown in die Astronaut Hall of Fame aufgenommen.

## Privates
Dunbar war mit dem NASA-Astronauten Ronald Sega verheiratet.